# Маркаров, Борис Ваганович
Бори́с Вага́нович Марка́ров (16 июня 1935, Волховстрой, Ленинградская область — 23 апреля 2023, Санкт-Петербург) — советский ватерполист, призёр Олимпийских игр (1956). Мастер спорта СССР (1956). Заслуженный мастер спорта России (2001). Награждён орденом Дружбы народов.

## Биография
Родился 16 июня 1935 года в городе Волховстрой (Ленинградская область), в семье директора Волховской ГЭС Вагана Маркарова. В 1941 году вместе с семьёй переехал в Ленинград, где пережил блокаду.
В 1948 году начал заниматься водным поло в ДЮСШ при Дворце пионеров под руководством Анатолия Пчелина. В 1952 и 1953 годах в составе сборной Ленинграда становился чемпионом СССР среди юношей.
С 1954 по 1961 года выступал за «Буревестник» (Ленинград), а в 1961—1963 годах за «Спартак» (Ленинград). В 1956 году в составе сборной СССР был участником Олимпийских игр в Мельбурне и завоевал бронзовую медаль.
В 1963 году окончил Ленинградский политехнический институт и завершил спортивную карьеру. С 1976 по 1991 год работал генеральным директором Леноблэнерго. С 2005 года занимал должность заместителя генерального директора ФКП «Дирекция КЗС Росстроя».
Скончался 23 апреля 2023 года в Санкт-Петербурге.